# Antrodiaetus cerberus
Antrodiaetus cerberus es una especie de araña del género Antrodiaetus, familia Antrodiaetidae. Fue descrita científicamente por Coyle en 1971.
Se distribuye por Canadá y los Estados Unidos. La especie se mantiene activa durante los meses de abril, mayo, junio y agosto.